# Damwoude
Damwoude (officieel, Fries: Damwâld, [damvɔ:t]) is een dorp in de gemeente Dantumadeel in het noordoosten van de Nederlandse provincie Friesland. Het dorp ligt vier kilometer ten zuiden van Dokkum, tussen Rinsumageest en Wouterswoude.
In 2023 kende het dorp 5.745 inwoners en is daarmee het grootste dorp van de gemeente. Het gemeentehuis van Dantumadeel is hier sinds 1999 gevestigd. Sinds 2009 is de Friese naam de officiële. Waar voorheen op de plaats- en straatnaamborden zowel de Friese als de Nederlandse namen werden vermeld, worden sindsdien alleen nog de officiële Friese namen vermeld.

## Geschiedenis
Vroeger bestond het dorp uit Dantumawoude, Akkerwoude en Murmerwoude, maar in 1971 ontstond de nieuwe eenheid Damwoude. De eerste drie letters van de oude dorpsnamen werden samengenomen en vormden de nieuwe dorpsnaam. Hierbij dient wel opgemerkt te worden dat Dantumawoude ook wel kortweg Damwoude of Damwâld werd genoemd, dit vindt men onder andere terug in de straatnamen Damwoudster Trekweg (tegenwoordig Trekwei) en Damwâldsterreedsje.
De reden voor deze fusie heeft een politieke achtergrond. Tot 1881 stond het gemeentehuis van de gemeente Dantumadeel in Rinsumageest. Vanaf 1881 zetelden de grietmannen in Murmerwoude. Zwaagwesteinde daarentegen meende recht te hebben op het gemeentehuis, omdat het destijds de grootste plaats van de gemeente was. Daarom werd besloten over te gaan tot een fusie, zodat het nieuwe dorp het grootste van de gemeente zou zijn.

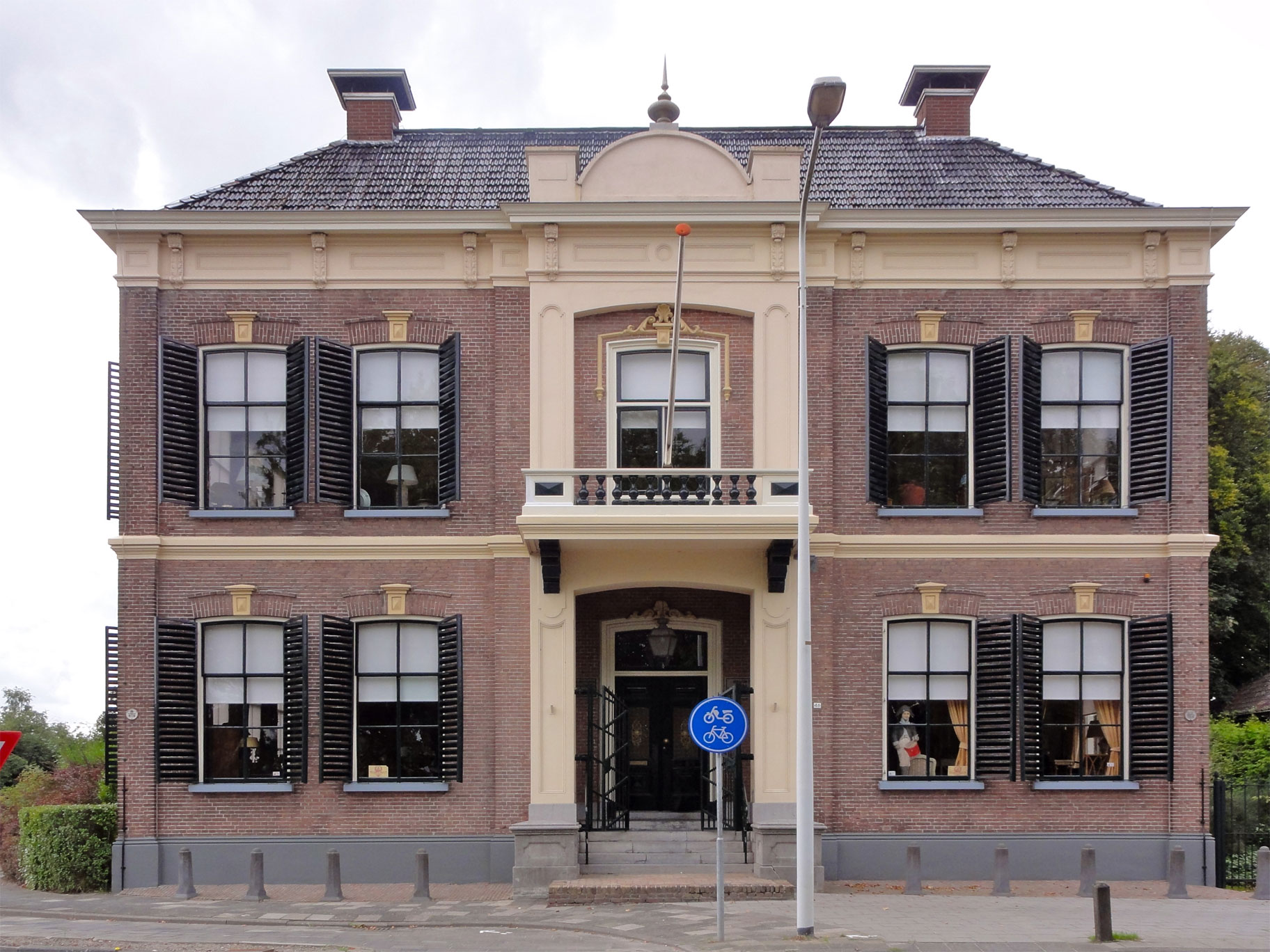
Het Oude Gemeentehuis
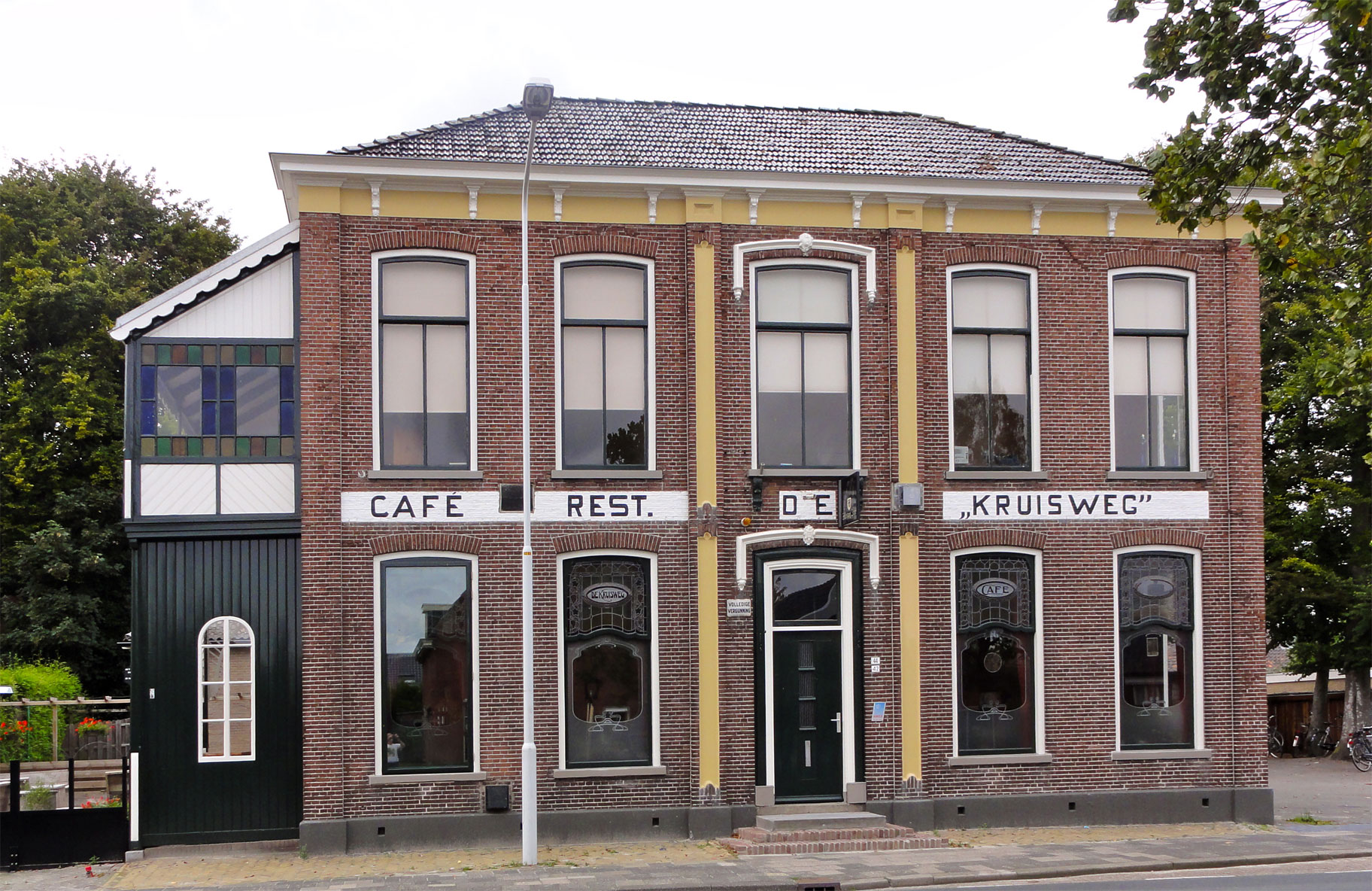
De Kruisweg

## Kerkgebouwen

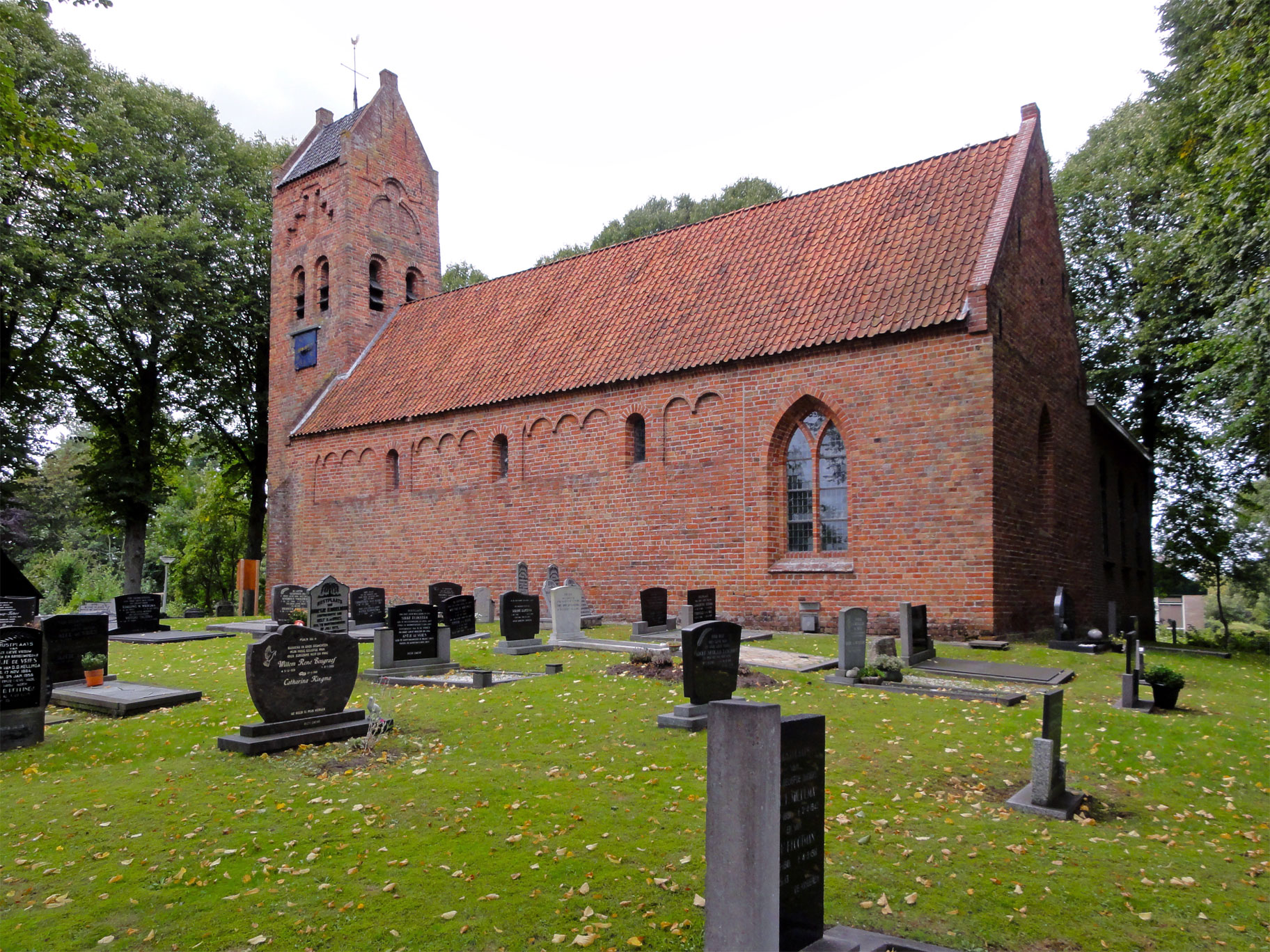
Sint-Bonifatiuskerk
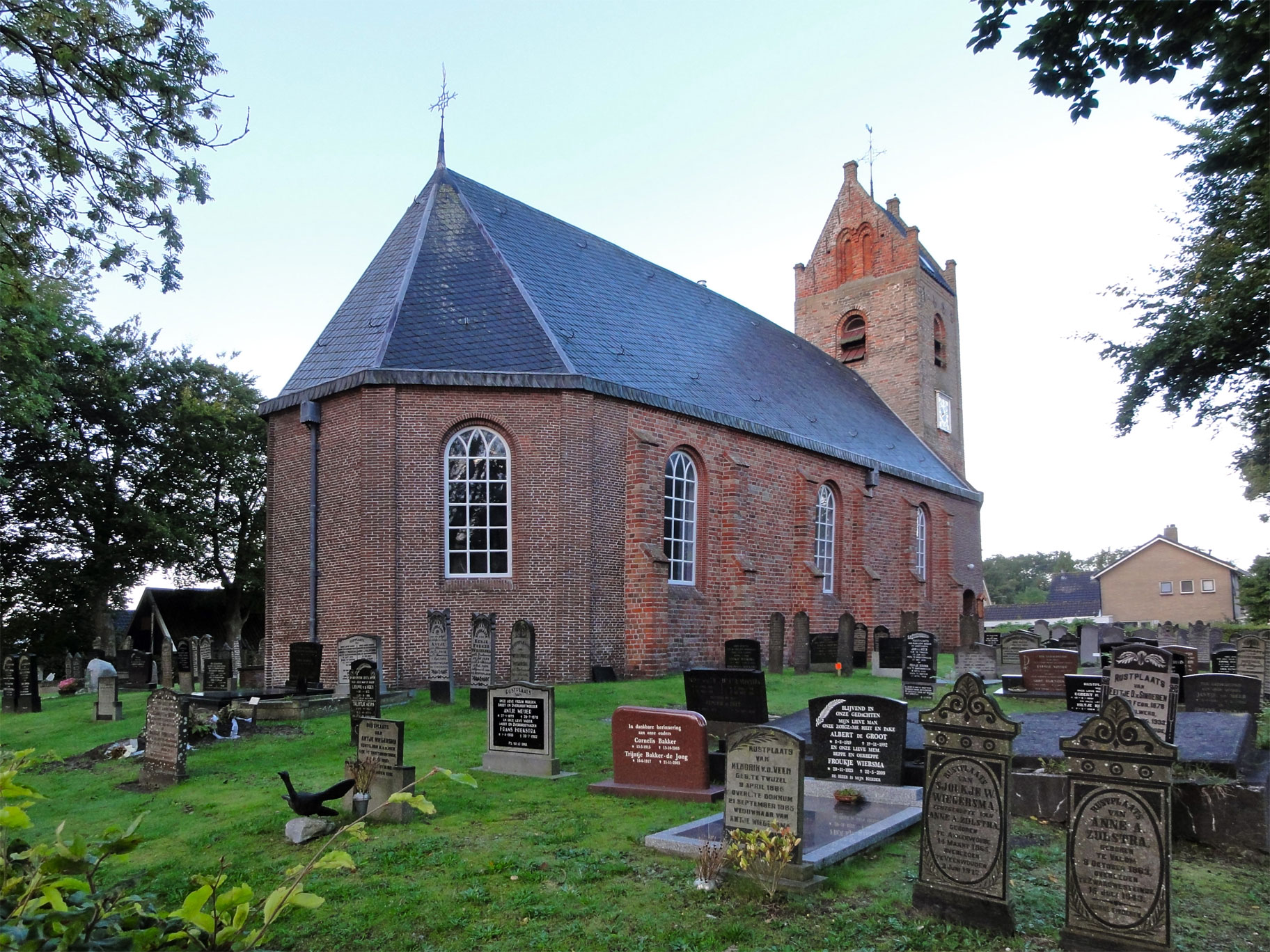
Sint-Benedictuskerk
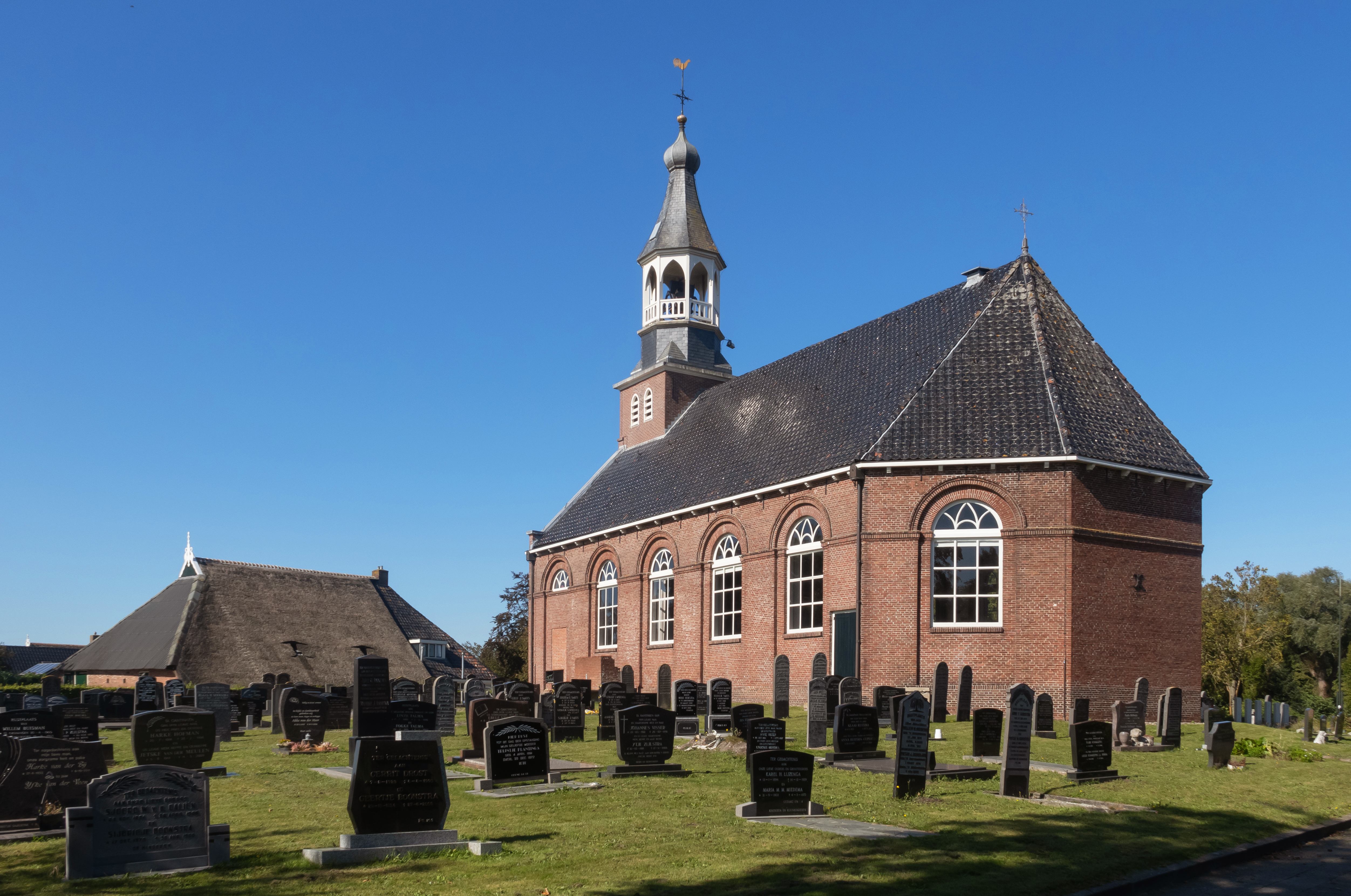
De Ikker
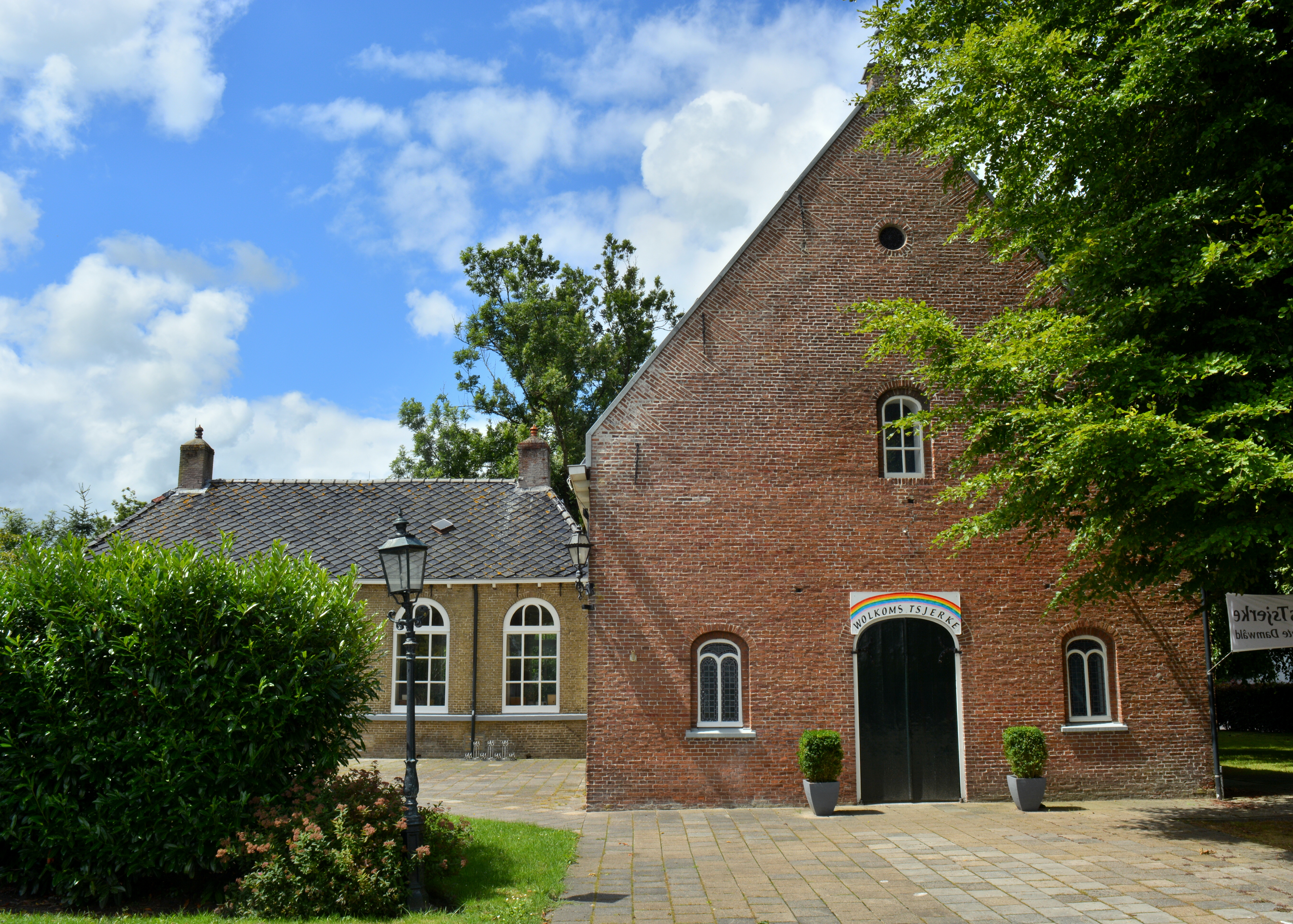
Doopsgezinde kerk